# دهستان حشمتیه
دهستان حشمتیه، دهستانی از توابع بخش اسحاق‌آباد شهرستان زبرخان در استان خراسان رضوی ایران است.